# Franc Lovrenčak
Franc Lovrenčak, slovenski geograf, univerzitetni profesor, pedagog, * 2. julij 1940, Ljubljana.
Predaval je, nazadnje kot redni profesor, na Oddelku za geografijo Filozofske fakultete Univerze v Ljubljani, ki mu je leta 2021 podelila tudi naziv zaslužni profesor.
Doktoriral je leta 1975 pod mentorstvom Ivana Gamsa, njegova doktorska disertacija nosi naslov Zgornja gozdna meja Kamniških Alp v geografski luči : (v primerjavi s Snežnikom in Storžičem).